# Нагорне (Ядринський район)
Наго́рне (рос. Нагорное, чув. Нагорное або чув. Курски) — присілок у Чувашії Російської Федерації, у складі Персірланського сільського поселення Ядринського району.
Населення — 92 особи (2010; 99 в 2002, 184 в 1979, 401 в 1939, 352 в 1926, 231 в 1897, 128 в 1858). Національний склад — чуваші та росіяни.

## Історія
Історичні назви — Нагорна (1917–1927), чуваський варіант — Туçиялĕ, Курăски, Курски. Засновано 19 століття як виселок села Богородське (Балдаєво). До 1866 року селяни мали статус державних, займались землеробством, тваринництвом. На початку 20 століття діяв вітряк, у 1920-ті роки — початкова школа. 1930 року утворено колгосп «Вила». До 1927 року присілок входив до складу Балдаєвської волості Ядринського повіту, з переходом на райони 1927 року — у складі Ядринського району.

## Господарство
У присілку працює спортивний майданчик.